# (124) Alceste
Pour les articles homonymes, voir Alceste (homonymie).
(124) Alceste (désignation internationale (124) Alkeste) est un astéroïde de la ceinture principale découvert par Christian Peters le 23 août 1872.
Son nom provient de la mythologie grecque, Alceste était la fille de Pélias, roi d'Iolcos en Thessalie, qui envoya Jason conquérir la Toison d'or. 